# Ephraim Hubbard Foster

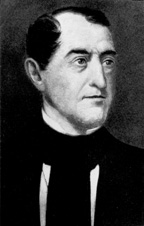
Ephraim Hubbard Foster

Ephraim Hubbard Foster (* 17. September 1794 bei Bardstown, Nelson County, Kentucky; † 6. September 1854 in Nashville, Tennessee) war ein US-amerikanischer Politiker der Whig Party.
Die Familie des aus Kentucky stammenden Foster zog nach Tennessee, als er noch ein Kind war, und ließ sich in Nashville nieder. Er graduierte 1813 am Cumberland College und wurde nach erfolgreichem Jura-Abschluss 1820 in die Anwaltskammer aufgenommen. In der Folge diente er zunächst als Soldat im Krieg gegen die Creek; später war er eine Zeit lang Privatsekretär von General Andrew Jackson.
Politisch betätigte sich Foster zunächst auf Staatsebene im Repräsentantenhaus von Tennessee, dem er von 1829 bis 1831 sowie noch einmal von 1835 bis 1837 angehörte, wobei er jeweils das Amt des Speakers bekleidete. Nach der Berufung von US-Senator Felix Grundy zum Attorney General der USA wurde Foster 1838 von der Staatslegislative Tennessees zu dessen Nachfolger im Senat gewählt. Seine am 17. September 1838 begonnene Amtszeit endete am 3. März 1839. Die erneute Wahl durch die Parlamentarier seines Staates nahm er nicht an, weil er nicht bereit war, sich bei seinem Abstimmungsverhalten nach deren Anweisungen zu richten. So kehrte stattdessen Felix Grundy auf seinen vormaligen Senatssitz zurück.
Schon im Jahr darauf starb Grundy allerdings. Alfred O. P. Nicholson wurde der Nachfolger, allerdings nur auf einer Interimsbasis. In der Folge war der Sitz sogar für einige Zeit vakant, ehe die Mitglieder der Staatslegislative sich darauf einigten, Ephraim Foster ein zweites Mal zu wählen. Er nahm sein Amt am 17. Oktober 1843 auf und verblieb bis zum 3. März 1845 in Washington.
Nach seinem Abschied aus dem Senat wurde Foster von den Whigs für die Wahl zum Gouverneur von Tennessee nominiert. Er unterlag jedoch dem Demokraten Aaron V. Brown und beendete daraufhin seine politische Laufbahn, um wieder als Anwalt zu arbeiten. Kurze Zeit, nachdem er sich zur Ruhe gesetzt hatte, starb Ephraim Foster in Nashville.